# Thomas Davies (calciatore)
Thomas Davies, noto anche con il diminutivo Tom (Liverpool, 30 giugno 1998), è un calciatore inglese, centrocampista dello Sheffield Utd.

## Biografia
Suo nonno Alan Whittle ha a sua volta giocato nella prima divisione inglese con l'Everton.

## Caratteristiche tecniche
Centrocampista dinamico, essendo duttile tatticamente risulta un vero e proprio jolly. È dotato di una buona capacità di corsa, si dimostra inoltre abile e caparbio nei contrasti di gioco e possiede anche una buona abilità tecnica.

## Carriera

### Club
Cresce calcisticamente nel settore giovanile dell'Everton dove entra a far parte nel 2008.
Il suo esordio ufficiale in Premier League, con la maglia dei Toffees arriva il 16 aprile 2016 in una partita interna giocata contro il Southampton, entrando all'83' al posto di Darron Gibson.
Il 3 agosto seguente firma un contratto quinquennale. Il 15 gennaio 2017 segna la sua prima rete in maglia Toffees nella partita interna vinta 4-0 contro il Manchester City. Il 3 aprile 2017 firma un ulteriore rinnovo di contratto fino al 30 giugno 2022.

### Nazionale
Ha giocato per le varie nazionali giovanili inglesi Under-16, Under-17, Under-18, Under-19. Delle rispettive selezioni giovanili è stato anche capitano. Il 5 settembre 2017, ha fatto il suo esordio nella nazionale Under-21 inglese.

## Statistiche

### Presenze e reti nei club
Statistiche aggiornate al 5 dicembre 2024.
| Stagione                | Squadra                 | Campionato              | Campionato | Campionato | Coppe nazionali | Coppe nazionali | Coppe nazionali | Coppe continentali | Coppe continentali | Coppe continentali | Altre coppe | Altre coppe | Altre coppe | Totale | Totale |
| Stagione                | Squadra                 | Comp                    | Pres       | Reti       | Comp            | Pres            | Reti            | Comp               | Pres               | Reti               | Comp        | Pres        | Reti        | Pres   | Reti   |
| ----------------------- | ----------------------- | ----------------------- | ---------- | ---------- | --------------- | --------------- | --------------- | ------------------ | ------------------ | ------------------ | ----------- | ----------- | ----------- | ------ | ------ |
| 2015-2016               | Everton                 | PL                      | 2          | 0          | FACup+CdL       | 0+0             | 0               | -                  | -                  | -                  | -           | -           | -           | 2      | 0      |
| 2016-2017               | Everton                 | PL                      | 24         | 2          | FACup+CdL       | 1+0             | 0               | -                  | -                  | -                  | -           | -           | -           | 25     | 2      |
| 2017-2018               | Everton                 | PL                      | 33         | 2          | FACup+CdL       | 1+2             | 0               | UEL                | 7                  | 0                  | -           | -           | -           | 43     | 2      |
| 2018-2019               | Everton                 | PL                      | 16         | 0          | FACup+CdL       | 1+2             | 0               | -                  | -                  | -                  | -           | -           | -           | 19     | 0      |
| 2019-2020               | Everton                 | PL                      | 30         | 1          | FACup+CdL       | 0+2             | 0+1             | -                  | -                  | -                  | -           | -           | -           | 32     | 2      |
| 2020-2021               | Everton                 | PL                      | 25         | 1          | FACup+CdL       | 2+3             | 0+0             | -                  | -                  | -                  | -           | -           | -           | 30     | 1      |
| 2021-2022               | Everton                 | PL                      | 6          | 1          | FACup+CdL       | 0+2             | 0+0             | -                  | -                  | -                  | -           | -           | -           | 8      | 1      |
| 2022-2023               | Everton                 | PL                      | 19         | 0          | FACup+CdL       | 0+1             | 0+0             | -                  | -                  | -                  | -           | -           | -           | 20     | 0      |
| Totale Everton          | Totale Everton          | Totale Everton          | 155        | 7          |                 | 17              | 1               |                    | 7                  | 0                  |             | -           | -           | 179    | 8      |
| 2023-2024               | Sheffield Utd           | PL                      | 9          | 0          | FACup+CdL       | 0+0             | 0+0             | -                  | -                  | -                  | -           | -           | -           | 9      | 0      |
| 2024-2025               | Sheffield Utd           | FLC                     | 4          | 1          | FACup+CdL       | 0+0             | 0+0             | -                  | -                  | -                  | -           | -           | -           | 4      | 1      |
| Totale Sheffield United | Totale Sheffield United | Totale Sheffield United | 13         | 1          |                 | 0               | 0               |                    | -                  | -                  |             | -           | -           | 13     | 1      |
| Totale carriera         | Totale carriera         | Totale carriera         | 168        | 8          |                 | 17              | 1               |                    | 7                  | 0                  |             | -           | -           | 192    | 9      |